# Stephen D. Krasner
Stephen David Krasner (* 15. Februar 1942 in New York City) ist ein US-amerikanischer Politikwissenschaftler und ehemaliger Leiter der Abteilung Politische Planung im Außenministerium der Vereinigten Staaten. Er ist emeritierter Professor für Internationale Beziehungen an der Stanford University. Er wird sowohl zu den Regimetheoretikern als auch zu den Vertreter des Neorealismus gezählt.

## Leben
Krasner lebte bis zum Beginn seines Studiums in New York. Sein Vater starb, als Krasner zehn Jahre alt war. Seine Mutter arbeitete als Sekretärin. Nach seinem High-School-Abschluss ging Krasner auf die Cornell University nach Ithaca und machte dort 1963 seinen Bachelor in Geschichtswissenschaften mit dem Schwerpunkt Europäische Geschichte.
Anschließend meldete er sich für das Peace Corps und ging für von 1963 bis 1965 nach Nigeria, um dort Schüler der Sekundarstufe I und II zu unterrichten. Nach seiner Rückkehr in die USA machte Krasner 1967 seinen Master in Internationale Beziehungen an der Columbia University in New York. Während seiner Zeit auf der Columbia University arbeitete er zur Weiterbildung im US-Finanzamt.
Von 1971 bis 1975 war Krasner Juniorprofessor an der Harvard University in Cambridge, Massachusetts, an der er 1972 promovierte. Seine Dissertation schrieb er über den Internationalen Kaffeehandel. Krasner ging nun an die University of California, Los Angeles, an der er von 1976 bis 1981 arbeitete und zum außerordentlichen Professor wurde. 1981 kam Krasner als ordentlicher Professor an die Stanford University in Kalifornien. Dort war er von 1984 bis 1991 Leiter des politikwissenschaftlichen Fachbereichs. Zudem war er von 1986 bis 1992 Herausgeber der politikwissenschaftlichen Zeitschrift International Organization.
Stanford berief ihn als Graham H. Stuart Professur für Internationale Beziehungen, und er wurde zum Vizedirektor des Stanford Institute for International Studies (SIIS) ernannt.
2001 und 2002 war Krasner Mitglied der Abteilung Politische Planung im US-Außenministerium. Danach arbeitete er zusammen mit Condoleezza Rice im Nationalen Sicherheitsrat der USA, wo er unter anderem an der Ausarbeitung des Millennium Challenge Account, eines Entwicklungshilfefonds, beteiligt war. 2005 ernannte Außenministerin Rice Krasner zum Leiter der Abteilung Politische Planung (Director of Policy Planning) im Außenministerium. Damit nahm er bis 2007 eine beratende Funktion der Außenministerin in Washington, D.C. ein. In dieser Zeit ruhten Krasners Tätigkeiten an der Stanford University.

## Mitgliedschaften
- 1987–1988 Center for Advanced Studies in the Behavioral Sciences
- Seit 1991 American Academy of Arts and Sciences
- 2000–2001 Wissenschaftskolleg zu Berlin
- Seit 2003 im Verwaltungsrat am United States Institute for Peace
- Council on Foreign Relations
- American Political Science Association
- International Studies Association
- American Economics Association
- Senior Fellow in der Hoover Institution
- Senior Fellow am Stanford Institute for Economic Policy Research

## Bibliographie
- Stephen D. Krasner: Defending the National Interest. Raw Materials Investment and American Foreign Policy. Princeton University Press, Princeton (New Jersey) 1978, ISBN 0-691-02182-1
- Stephen D. Krasner (Hrsg.): International Regimes. Cornell University Press, Ithaca (NY) 1983, ISBN 0-8014-9250-5
- Stephen D. Krasner: Structural Conflict. The Third World Against Global Liberalism. University of California Press, Berkeley 1985, ISBN 0-520-05478-4
- Stephen D. Krasner: Asymmetries in Japanese-American Trade. The Case for Specific Reciprocity. Berkeley 1987, ISBN 0-87725-532-6
- Stephen D. Krasner/Peter J. Katzenstein/Robert O. Keohane (Hrsg.): International Organization. Exploration and Contestation in the Study of World Politics. MIT Press, Cambridge (MA) 1999, ISBN 0-262-11242-6
- Stephen D. Krasner: Sovereignty. Organized Hypocrisy, Princeton University Press, Princeton 1999, ISBN 0-691-00711-X
- Stephen D. Krasner (Hrsg.): Problematic Sovereignty. Contested Rules and Political Possibilities. Columbia University Press, New York City 2000, ISBN 0-231-12179-2
- How to Make Love to a Despot: An Alternative Foreign Policy for the Twenty-First Century. Liveright, New York 2020, ISBN 978-1-63149-659-2.

Weitere Publikationen
- Stephen D. Krasner: Rethinking the Sovereign State Model. In: Review of International Studies. Band 27, Nr. 5, 2001, ISSN 0260-2105, S. 17–42, doi:10.1017/S0260210501008014 (englisch).
- Stephen D. Krasner: Globalization, Power and Authority. In: Edward D. Mansfield/Richard Sisson (Hrsg.): The Evolution Of Political Knowledge. Democracy, Autonomy, And Conflict In Comparative And International Politics. Ohio State University Press, Columbus 2003, ISBN 0-8142-9025-6
- Stephen D. Krasner/ J. Goldsmith: Pitfalls of International Idealism, The. In: James Miller (Hrsg.): Daedalus. MIT Press, Cambridge (MA) 2003, ISSN 0011-5266
- Stephen D. Krasner: Sharing Sovereignty: New Institutions for Collapsed and Failing States. In: Steven E. Miller (Hrsg.): International Security. Mit Press, Cambridge (MA) 2004, ISSN 0162-2889
- Stephen D. Krasner: Governance Failures and Alternatives to Sovereignty. 2004, PDF